# Fabrika
Fabrika es un reality show de Letonia, que ha lanzado varias ediciones y en géneros muy distintos como Talantu Fabrika, Cita Fabrika y Muzikālais Teātris. Además la producción lanzó el programa especial "Fabrika Anatomija", el cual mostraba los mejores momentos de todas las ediciones de Fabrika.
Fabrika es propiedad de la productora LNT, quien vendió los derechos al canal TV5. Los presentadores del programa son Māris Ozoliņš para las galas y Māris Grigalis en resúmenes y debates.

## Formatos de Fabrika
- Fabrika: se realizaron 2 ediciones, en el cual un grupo de personas deberán de convivir dentro de una casa.
- Talantu Fabrika: en esta edición los concursantes competían con el fin de ser un ídolo musical.
- Cita Fabrika: en esta edición fue algo parecida a la primera, aquí los concursantes habitaban una casa dentro de un predio con una gran piscina y clima tropical, los concursantes eran divididos en dos equipos y ganaba el equipo que hiciera mejor las pruebas.
- Muzikālais Teātris: para esta edición los concursantes (algunos de ediciones anteriores) deberían aprender a hacer obras musicales-teatrales.
- Fabrika Aģentūra: a diferencia con Muzikālais Teātris aquí les enseñan a convertirse en actores.

## Ganadores de Fabrika
- Fabrika: Gatis Putans (Gocha).
- Fabrika 2: Ojars Grinbergs (Mario).
- Talantu Fabrika: Ilva Seskauska (Chilli).
- Talantu Fabrika 2: Janis Blums (Snake).
- Cita Fabrika: Jānis Trēgers (Jegger), Kristīne Mielava (Keria), Marjus Širvinskis (Rio), Raivis Lākutis (Royz) & Sergejs Ortinskis (Brokeris).
- Talantu Fabrika 3 - Muzikālais Teātris: Aija Andrejeva (Aisha).
- Talantu Fabrika 4: Kaspars Markševics (Cash).
- Fabrika Aģentūra: Liene Zostiņa (Pele).
- Fabrika Aģentūra 2: Próximamente.

## Las Ediciones

### Fabrika 1
El ganador de la primera edición fue Gocha, quien su nombre real es Gatis Putans. Quien se llevó un premio de 15.000 Euros.

#### Los Participantes
- Aivars Jegorovs (De Marco)
- Albur Rumpe (Darzenis)
- Andris Kulbergs (Elviss)
- Didzis Aboltinð (Cukurinð)
- Gastons Jaunbralis (Jovanni)
- Gatis Putans (Gocha) - Ganador
- Inga Kreitenberga (Pepija)
- Juta Dobraja (Lapsa)
- Sergejs Ortinskis (Brokeris)
- Vitalijs Hodjko (Hakis)

### Fabrika 2
El ganador de la segunda edición fue Mario, quien su nombre real es Ojars Grinbergs. Quien se llevó un premio de 9000 Euros.

#### Los Participantes
- Agris Rudzitis (Chmox)
- Alens Alks (Kapteinis)
- Baiba Avotina (Merlina)
- Beata Eglite (Nika)
- Gints Ositis (Badijs)
- Inese Cibulska (Dallasa)
- Irena Greivule (Lola)
- Liga Miezite (Feja)
- Lita Dobele (Bella)
- Maruta Zvaigzne (Emmy)
- Ojars Grinbergs (Mario) - Ganador
- Reinis Motte (Mao)
- Rolands Gutmanis (Robijs)
- Sandra Paruma (Sanny)

### Talantu Fabrika 1
La ganadora de la primera edición de TF fue Chilli, quien su nombre real es Ilva Seskauska. Quien se llevó como premio 10.000 Euros y la grabación de su primer sencillo.

#### Los Participantes
- Arturs Singirejs (Don)
- Arvis Rekets (Rekets)
- Astra Dreimane (Astra)
- Atis Zviedris (Llama)
- Darja Miscenko (Damaris)
- Gatis Abolins (Macho)
- Ilva Seskauska (Chilli) - Ganadora
- Ilze Bruvere (Angy)
- Janis Polis (Jeremy)
- La Indra Klimovica (Indrra)
- Linda Kalnina (Lily)
- Madara Repor (Madeira)
- Maija Giptere (Dominiq)

### Talantu Fabrika 2
El ganador de la segunda edición de TF fue Snake, quien su nombre real es Janis Blums, quien se llevó como premio 10.000 euros y la grabación de su primer sencillo.

#### Los Participantes
- Aija Adamsone (Alexa)
- Ainars Gruznovs (Chupes)
- Aivars Birzmalis (Angelo)
- Aivars Konutis (Raiders)
- Anastasija Kobrinska (Kim)
- Ance Priede (Keta)
- Anna Keire (Novilli)
- Edgars Rubins (Rubins)
- Edjis Melnis (Edjis)
- Elizabete (Elizabete Zagorska)
- Evita Sniedze (Elfa)
- Inga Puhova (Soho)
- Janis Blums (Snake) - Ganador
- Katrina Tena (Fidji)
- Lasma Poisa (Mia)
- Linda Amantova (Anmary)
- Marika Jasa (Mis Jazz)
- Marins Lukins (Marchello)
- Martins Gailitis (Marx)
- Mikus Lode (Mikuss)
- Uldis Dirnens (Detlef)

### Cita Fabrika 1
Los ganadores de la primera edición de CF fue el equipo ?, compuesto por Jânis Trçgers (Jegger), Kristîne Mielava (Keria), Rio, Raivis Lākutis (Royz) y Sergejs Ortinskis (Brokeris), quienes se llevaron como premio 5.000 euros y un viaje a Ibiza (España).
empty

### Talantu Fabrika 3 · Muzikālais Teātris
La ganadora de la tercera edición de TF fue Aisha, quien su nombre real es Aija Andrejeva. Quien se llevó como premio 1 Peugeot 0 km y la grabación de su primer sencillo.

#### Los Participantes
- Agate Dombrovska (Gina)
- Aija Andrejeva (Aisha) - Ganadora
- Ainârs Gruznovs (Chupes) - Finalista
- Aivars Bajârs (Bajârs)
- Daiga Konradi (Shery)
- Edijs Melnis (Edjis) - Finalista
- Çrika Eglija (Grace) - Finalista
- Gints Câlîtis (Floyds)
- Guntis Rasims (da Gunchi) - Finalista
- Ilmârs Zeps (Reds)
- Inese Raiba (Tiina)
- Inga Puhova (Soho)
- Inga Zeltiòa (Niike)
- Jânis Dreiðkins (Amigo)
- Katrîna Liepiòa (Katalina)
- Kristîne Ozoliòa (Kristy)
- Liene Greifâne (Candy) - Finalista
- Marta Kukarane (Vanilla) - Finalista
- Meloni R. Agostino (Roberto) - Finalista
- Toms Lipiòð (Tommy)
- Valdemârs Eklons (U.C.I.S.)
- Viljams Pleðs (Viljams)
- Zigmârs Liepiòð (Zix)

### Talantu Fabrika 4 (13.09.2004 - 18.12.2004)
Esta nueva edición tuvo un duración de 96 días y en el que se consagró ganador de la cuarta edición de TF fue Cash, quien su nombre real es Kaspars Markševics. Quien se llevó como premio 10.000 Euros y la grabación de su primer sencillo.

#### Los Participantes
- Agita Elksne (Aggy)
- Aigars Mâls (Clays)
- Dâvis Kolbergs (Dave) - Cuarto Lugar
- Elîna Fûrmane (Ella) - Segundo lugar
- Guntars Māls (Juniors)
- Jânis Tamulis (Rudy)
- Kârlis Rikens (Rūķis)
- Kaspars Markševics (Cash) - Ganador
- Katrîna Lapina (Felice)
- Kristîne Grundmane (Jolly)
- Lelde Dombrovska (Brenda)
- Liene Buldure (Zemene)
- Liene Ŝomase (Lenii) - Tercer lugar
- Olga Makejeva (Cherry)
- Rēnate Šate (Renē)
- Ruslans Niedings (Daddy)
- Uldis Âbele (Pilots)
- Valters Krēslinŝ (Fils)
- Viktorija Plçpe (Victoria)
- Vita Liepiòa (Golda)

### Fabrika Aģentūra (19.09.2005 - 30.12.2005)
Esta nueva edición tuvo un duración de 103 días y en el que se consagró ganador de la nueva edición fue Pele. Quien se llevó como premio 5.000 Euros.

#### Los Participantes
- Čiepa - Tercer lugar
- Frišuks
- Fruktiņš
- Jenots
- Kārumiņš
- Linda
- Made
- Pele - Ganadora
- Rūdis
- Rumbiņš - Segundo lugar
- Artūrs Strautiņš (Strauts)
- Šuriks
- Teiksma
- Tekila
- Victorija

### Fabrika Aģentūra 2
Próximamente